# Inga brachyrhachis
Inga brachyrhachis är en ärtväxtart som beskrevs av Hermann August Theodor Harms. Inga brachyrhachis ingår i släktet Inga och familjen ärtväxter. Inga underarter finns listade i Catalogue of Life.